# Лунка де Жос (Харгита)
Лунка де Жос (рум. Lunca de Jos) насеље је у Румунији у округу Харгита у општини Лунка де Жос. Oпштина се налази на надморској висини од 899 m.

## Историја
По "Румунској енциклопедији" место се помиње 1365. године. Било је село Лунчани смештено на једном брду. Када је ту 1734. године пронађено налазиште руде гвожђа кренуо је просперитет села. Већ 1767. године радила је жељезара. 

## Становништво
Према подацима из 2002. године у насељу је живело 5227 становника.

### Попис2002.
| Расподела становништва по националности 2002.‍ | Расподела становништва по националности 2002.‍ | Расподела становништва по националности 2002.‍ | Расподела становништва по националности 2002.‍ | Расподела становништва по националности 2002.‍ |
| --------------------------------------------- | --------------------------------------------- | --------------------------------------------- | --------------------------------------------- | --------------------------------------------- |
|                                               |                                               |                                               |                                               |                                               |
| Румуни                                        | Румуни                                        |                                               | 42                                            | 0,8%                                          |
| Мађари                                        | Мађари                                        |                                               | 5.175                                         | 99,0%                                         |
| неизјашњени                                   | неизјашњени                                   |                                               | 9                                             | 0,2%                                          |

### Хронологија
| Година       | 1992 | 1993 | 1994 | 1995 | 1996 | 1997 | 1998 | 1999 | 2000 | 2001 | 2002 | 2003 | 2004 | 2005 | 2006 | 2007 | 2008 | 2009 | 2010 | 2011 | 2012 | 2013 | 2014 | 2015 | 2016 | 2017 |
| ------------ | ---- | ---- | ---- | ---- | ---- | ---- | ---- | ---- | ---- | ---- | ---- | ---- | ---- | ---- | ---- | ---- | ---- | ---- | ---- | ---- | ---- | ---- | ---- | ---- | ---- | ---- |
| Становништво | 5678 | 5669 | 5706 | 5755 | 5729 | 5672 | 5715 | 5702 | 5679 | 5667 | 5640 | 5631 | 5626 | 5618 | 5627 | 5651 | 5654 | 5667 | 5670 | 5645 | 5658 | 5658 | 5668 | 5681 | 5671 | 5671 |